# Poopó (Bolivien)
Poopó ([po.o.ˈpo]) ist eine Ortschaft im Departamento Oruro im Hochland des südamerikanischen Anden-Staates Bolivien.

## Lage im Nahraum
Poopó ist zentraler Ort im Municipio Poopó und Verwaltungssitz der Provinz Poopó und liegt auf einer Höhe von 3758 m im Flusstal des Río Poopó, an der Bahnlinie von Oruro nach Challapata. Westlich der Stadt liegt der Poopó-See.

## Geographie
Poopó liegt am östlichen Rand des bolivianischen Altiplano vor der Cordillera Azanaques, die ein Teil der Gebirgskette der Cordillera Central ist. Das Klima ist ein typisches Tageszeitenklima, bei dem die mittleren Temperaturschwankungen im Tagesverlauf stärker ausfallen als im Jahresverlauf.
Die mittlere Durchschnittstemperatur der Region liegt bei etwa 8 °C (siehe Klimadiagramm Poopó) und schwankt zwischen 3 °C im Juni und Juli und 11 °C von November bis März. Der Jahresniederschlag beträgt etwa 350 mm, bei einer ausgeprägten Trockenzeit von April bis Oktober mit Monatsniederschlägen unter 10 mm, und nennenswerten Niederschlägen nur von Dezember bis März mit 50 bis 90 mm Monatsniederschlag.

## Verkehrsnetz
Poopó liegt in einer Entfernung von 53 Straßenkilometern südlich der Departamento-Hauptstadt Oruro. Durch Poopó führt die 1.215 Kilometer lange Nationalstraße Ruta 1, die im Norden bei Desaguadero an der Grenze zu Peru beginnt und über die Großstädte El Alto, Oruro, Potosí und Tarija nach Bermejo an der Grenze zu Argentinien führt. Die Nationalstraße ist komplett asphaltiert, von La Paz bis Oruro ist sie vierspurig ausgebaut.
Der Bahnhof Poopó liegt an der Bahnstrecke Antofagasta–La Paz.

## Wirtschaft
Wichtigster Arbeitgeber ist der Bergbausektor. Nördlich der Stadt befinden sich Untertagebaue und im Westen liegt eine große Erzverarbeitungsanlage.

## Bevölkerung
Die Einwohnerzahl des Ortes ist in den vergangenen beiden Jahrzehnten zwischenzeitlich um mehr als ein Drittel zurückgegangen, jedoch wieder angestiegen:
| Jahr | Einwohner | Quelle       |
| ---- | --------- | ------------ |
| 1992 | 2953      | Volkszählung |
| 2001 | 1923      | Volkszählung |
| 2013 | 3618      | Volkszählung |
| 2024 |           | Volkszählung |

Die Region weist einen hohen Anteil an Quechua-Bevölkerung auf, im Municipio Poopó sprechen 77,7 Prozent der Bevölkerung Quechua.